# استان چیانگ‌مای
استان چیانگ مای یا چیانگ می یکی از استانهای کشور تایلند است. مساحت آن ۲۰۱۰۷ کیلومترمربع می‌باشد. جمعیت این استان در سال ۲۰۰۲ بالغ بر ۱۶۴۹۰۰۰ نفر برآورد شده‌است.
استان چیانگ مای از نظر تقسیمات کشوری بخشی از ناحیه شمال تایلند به حساب می‌آید. مرکز این استان شهر چیانگ مای است. چیانگ مای از مناطق توریستی کشور تایلند است.

## نگارخانه

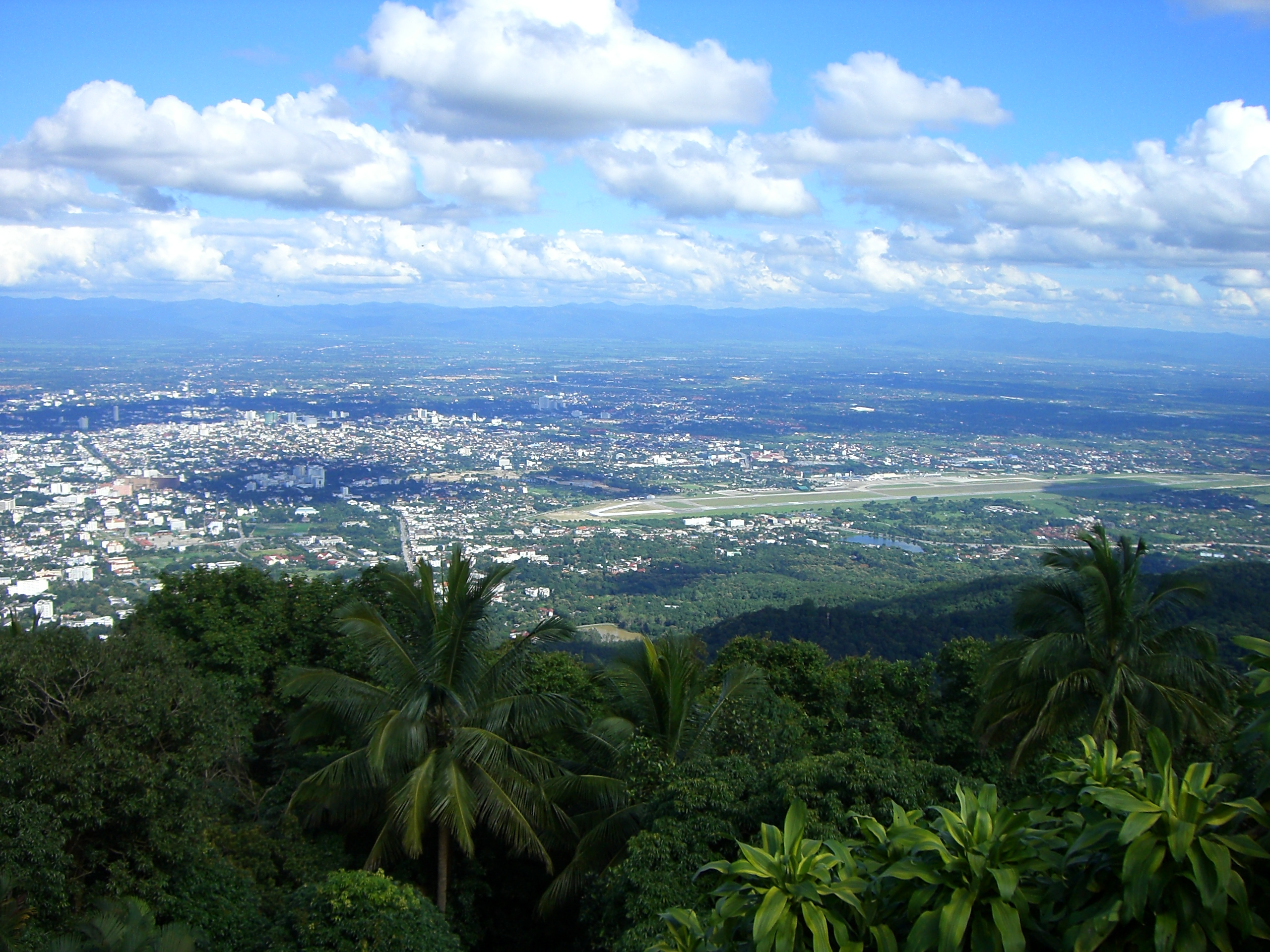
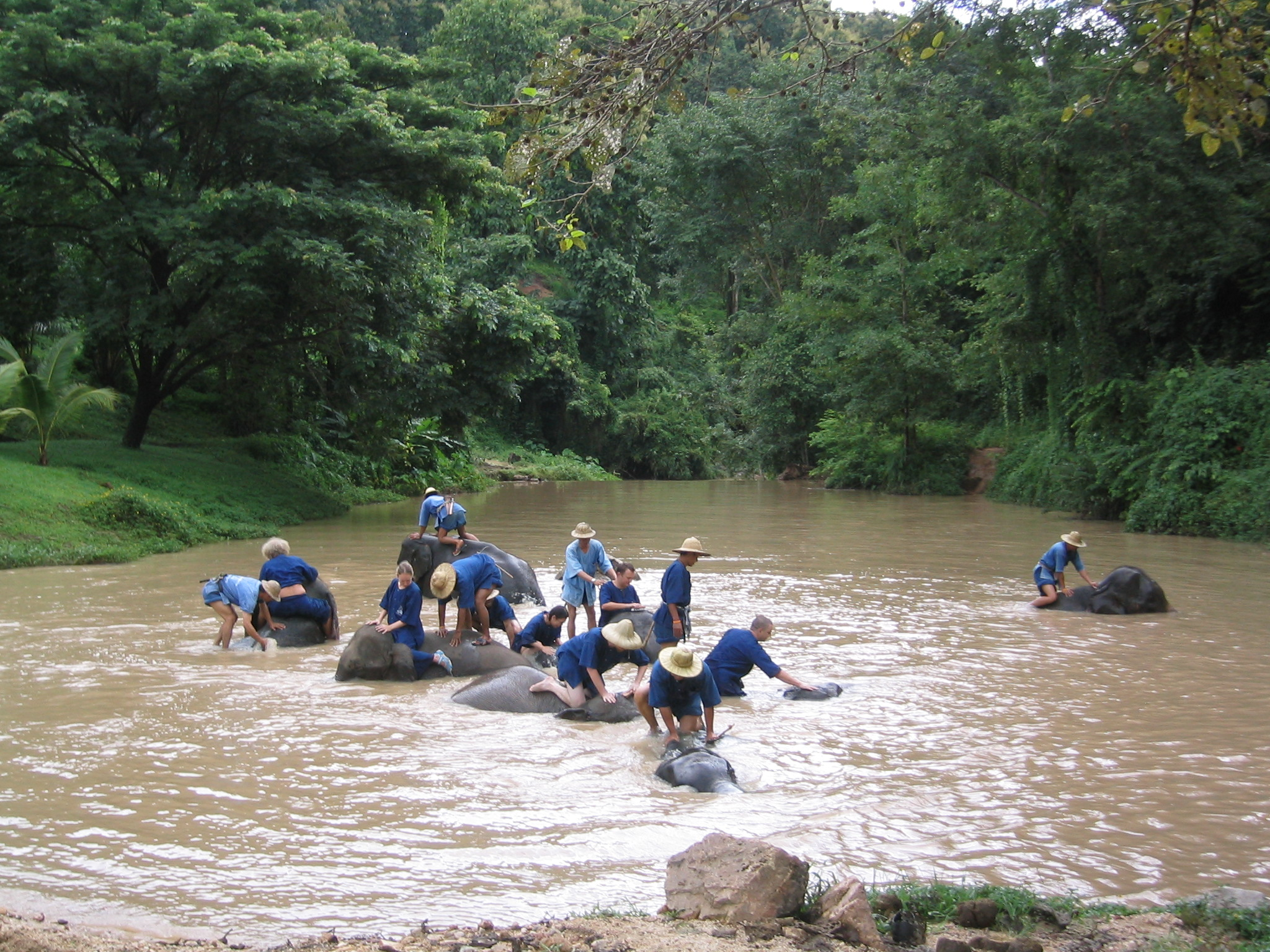
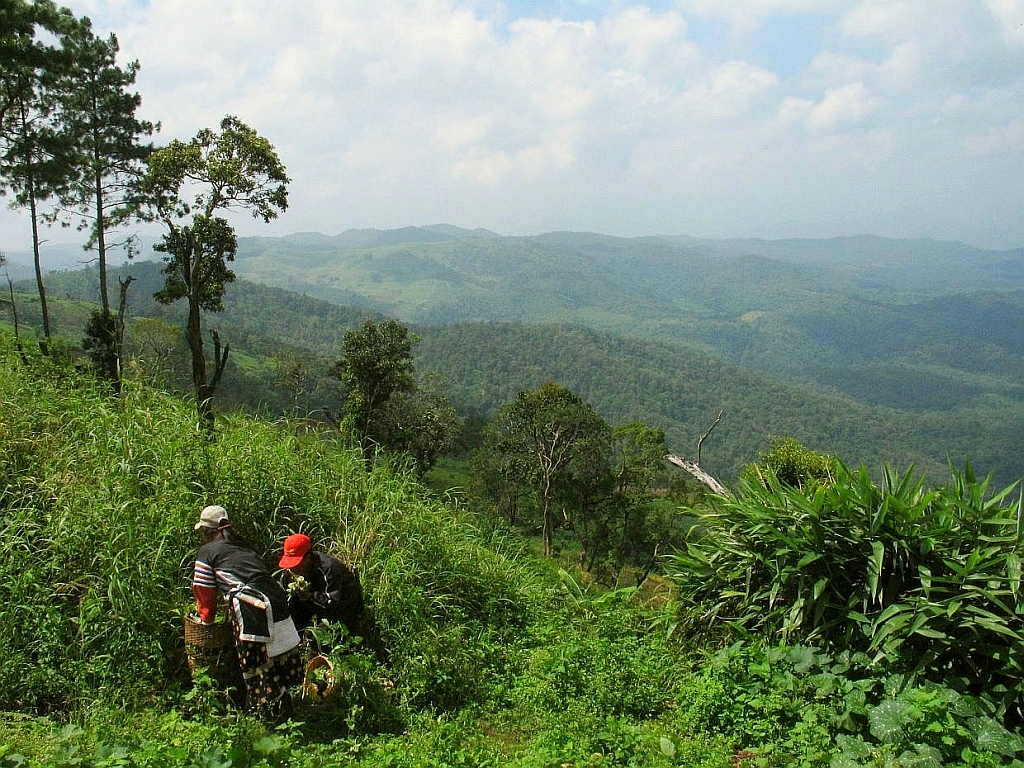
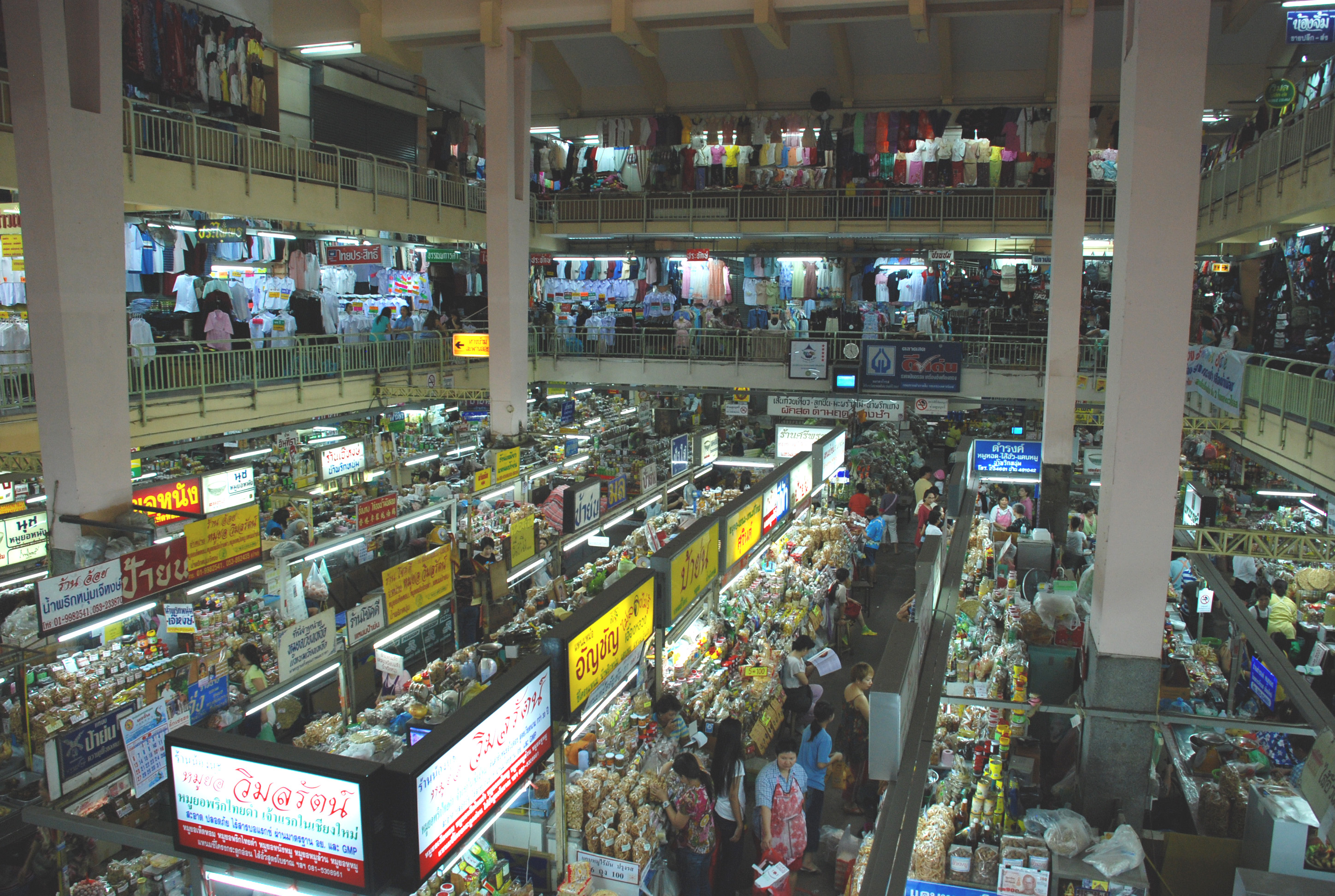
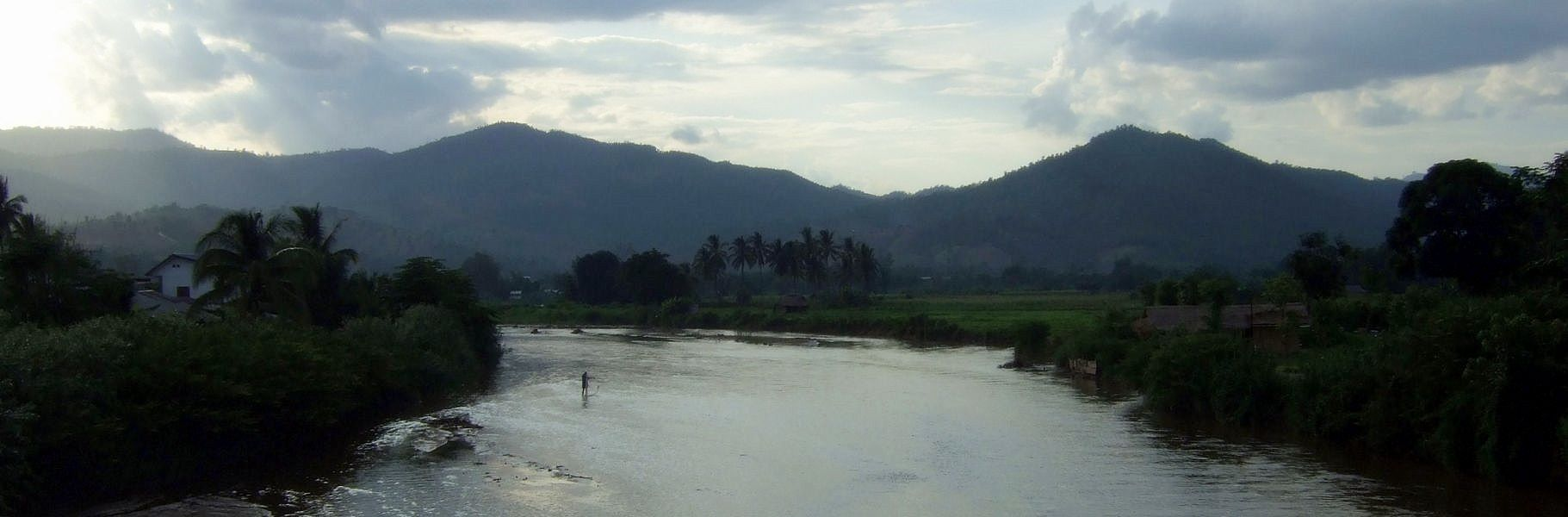
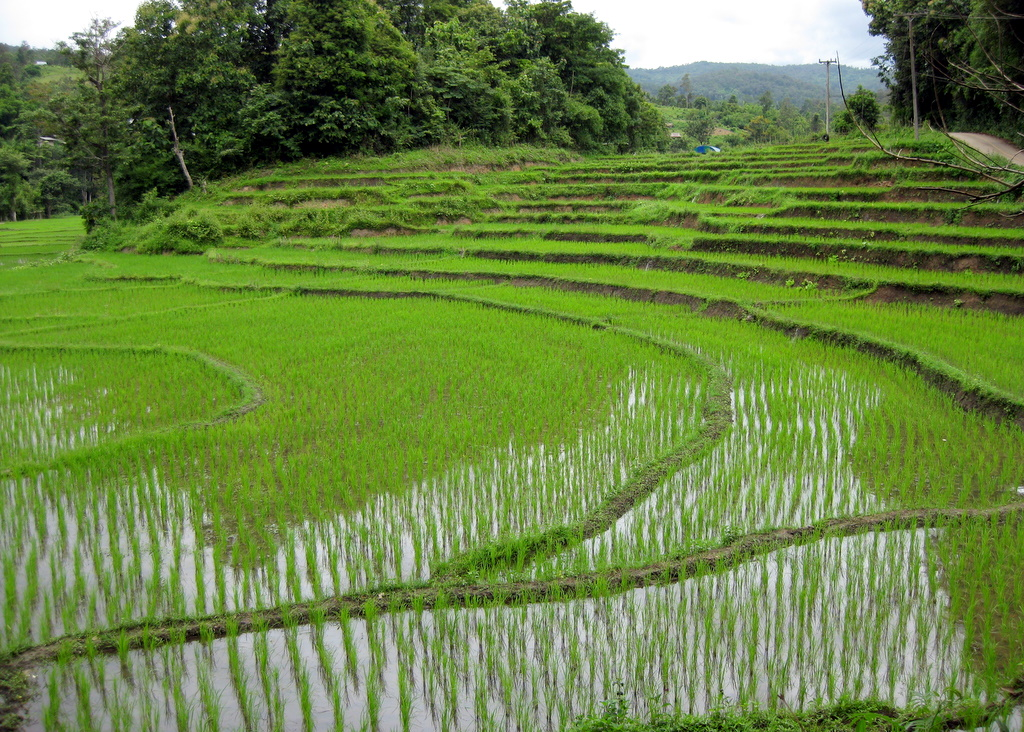
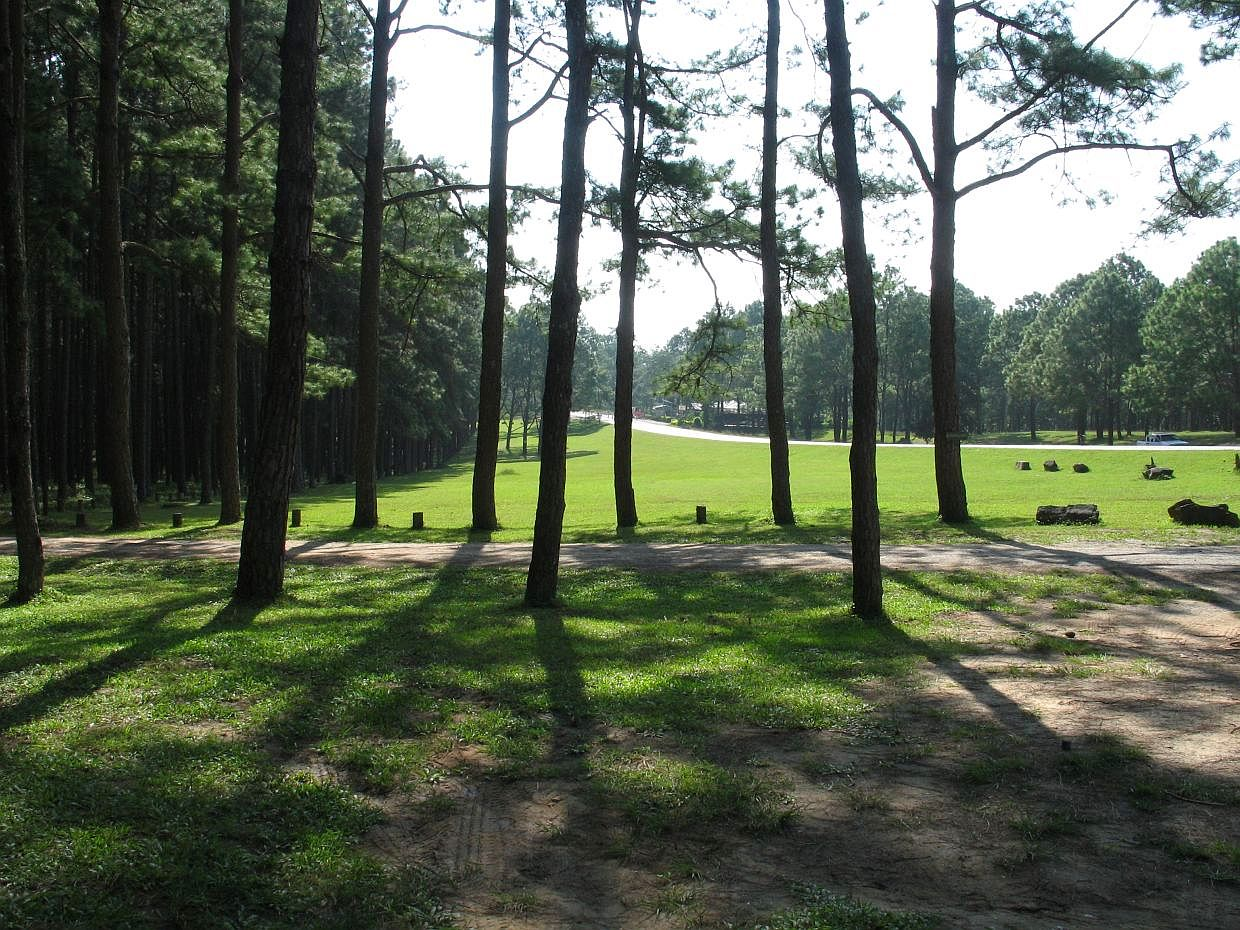
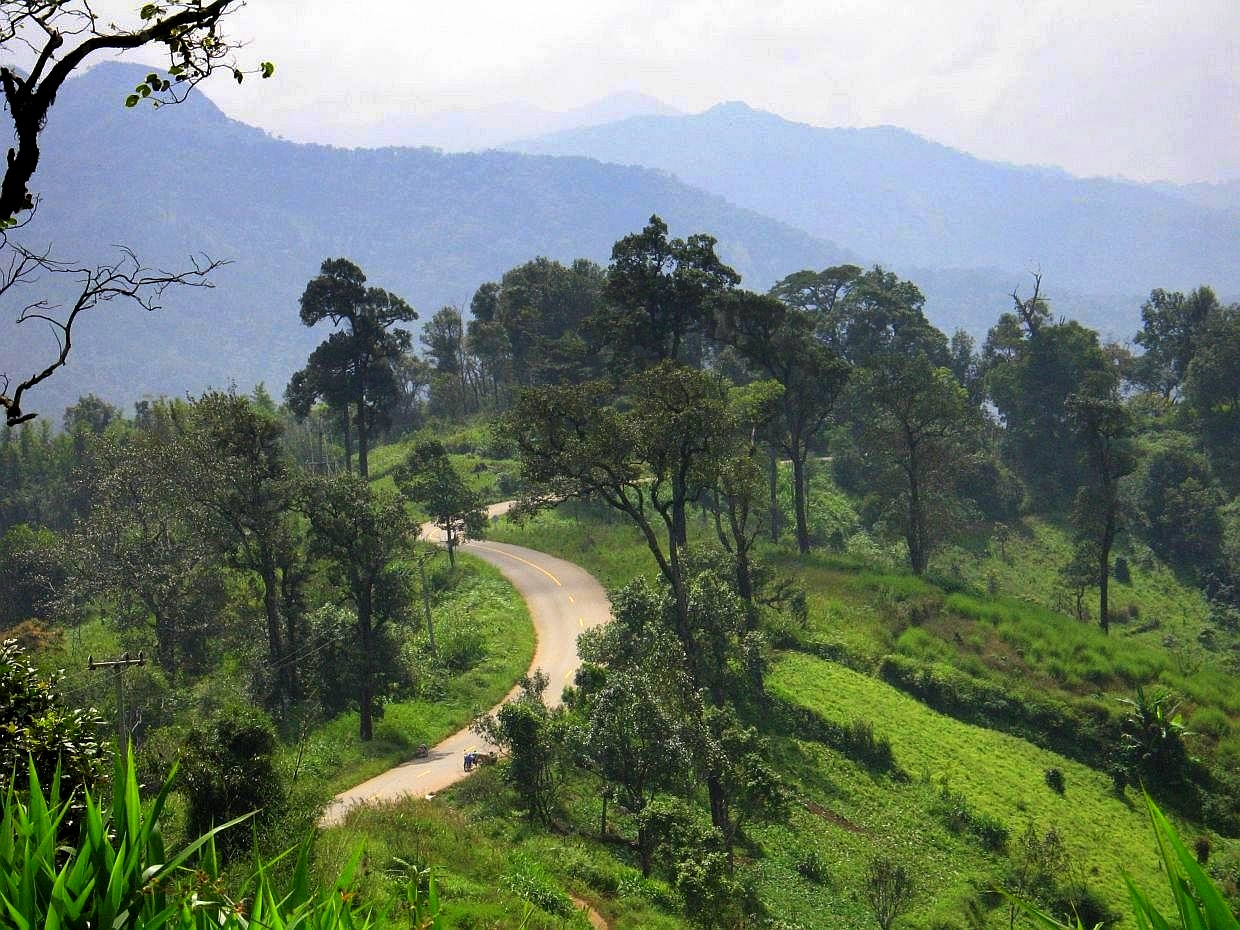